# 56
Évszázadok: i. e. 1. század – 1. század – 2. század
Évtizedek: 1-es évek – 10-es évek – 20-as évek – 30-as évek – 40-es évek – 50-es évek – 60-as évek – 70-es évek – 80-as évek – 90-es évek – 100-as évek
Évek: 51 – 52 – 53 – 54 –  55 – 56 – 57 – 58 – 59 – 60 – 61

## Események

### Római Birodalom
- Quintus Volusius Saturninust (helyettese júliustól Lucius Junius Gallio Annaeanus, szeptembertől Publius Sulpicius Scribonius Rufus, novembertől Lucius Duvius Avitus) és Publius Cornelius Scipiót (helyettese Titus Cutius Ciltus, Publius Sulpicius Scribonius Proculus és Publius Clodius Thrasea Paetus) választják consulnak.
- Nero császár szórakozásból barátaival inkognitóban, szolgaruhában járja a római éjszakát, verekedésekbe keveredik, garázdálkodik. Iulius Montanus szenátor megüti, majd amikor felismeri, bocsánatot kér; az ütésért nem, de a kinyilvánított megismerésért öngyilkosságra kényszerítik.
- Vipsanius Laenas szardíniai helytartót pénzéhes, kapzsi kormányzása miatt felmentik és elítélik.

## Halálozások
- Lucius Volusius Saturninus, római politikus